# フレーザヴァトン
フレーザヴァトン (氷語: Hreðavatn、「幽霊あるいはかかしの湖」の意) はアイスランドにある湖。

## 概要
フレーザヴァトンはアイスランド西部、国道1号線沿線、ボルガルネースとホルタヴォルズヘイジ (Holtavörðuheiði) への道の間にある。湖の近くのビフレストには大学の設備があり、またグラゥブロゥク火口跡 (Grábrók)、ボイラ (Baula) 火山がある。
面積は 1.14 km²、湖面は標高 56 mで長さ約 5 km の細長い形をしている。水深は最大で 20 m である。付近では規模は大きくないが植林してあり、美しい景観を作り出している。